# Hello Girls

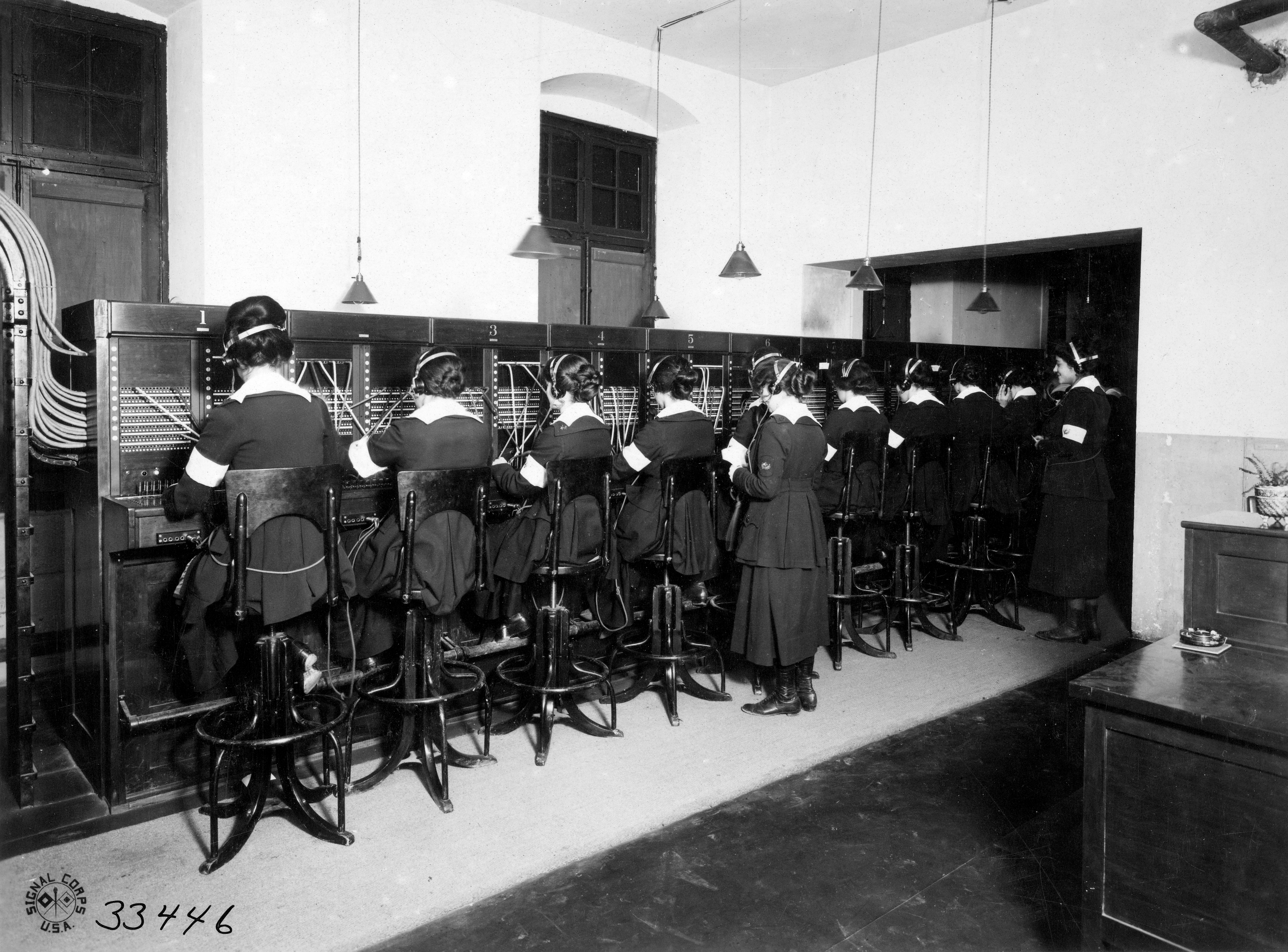
Hello Girls operando conmutadores telefónicos en el cuartel general en Chaumont, Francia (5 de noviembre de 1918)

Hello Girls era el nombre coloquial del cuerpo de telefonistas estadounidenses durante la Primera Guerra Mundial, formalmente conocidas como la Signal Corps Female Telephone Operators Unit (en español, Unidad Telefónica Femenina del Cuerpo de Señales estadounidense). Durante la Primera Guerra Mundial, estas operadoras de centralita fueron juramentadas en el Cuerpo de Señales del Ejército de los EE. UU. Hasta 1977 no fueron clasificadas oficialmente como "empleadas civiles contratadas" del Ejército de los Estados Unidos.

## Historia
Este cuerpo de telefonistas se formó en 1917, cuando el general John J. Pershing las reclutó con la intención de mejorar el estado de las comunicaciones en el frente occidental. Las telefonistas debían que ser bilingües en inglés y francés para garantizar que las órdenes fueran escuchadas por todas ellas. Más de 7.000 mujeres se postularon, pero sólo 450 fueron aceptadas. Muchas de estas mujeres eran antiguas operadoras de centralitas o empleadas de empresas de telecomunicaciones. Completaron su entrenamiento del Cuerpo de Señales en Camp Franklin, ahora parte de Fort George G. Meade en Maryland.

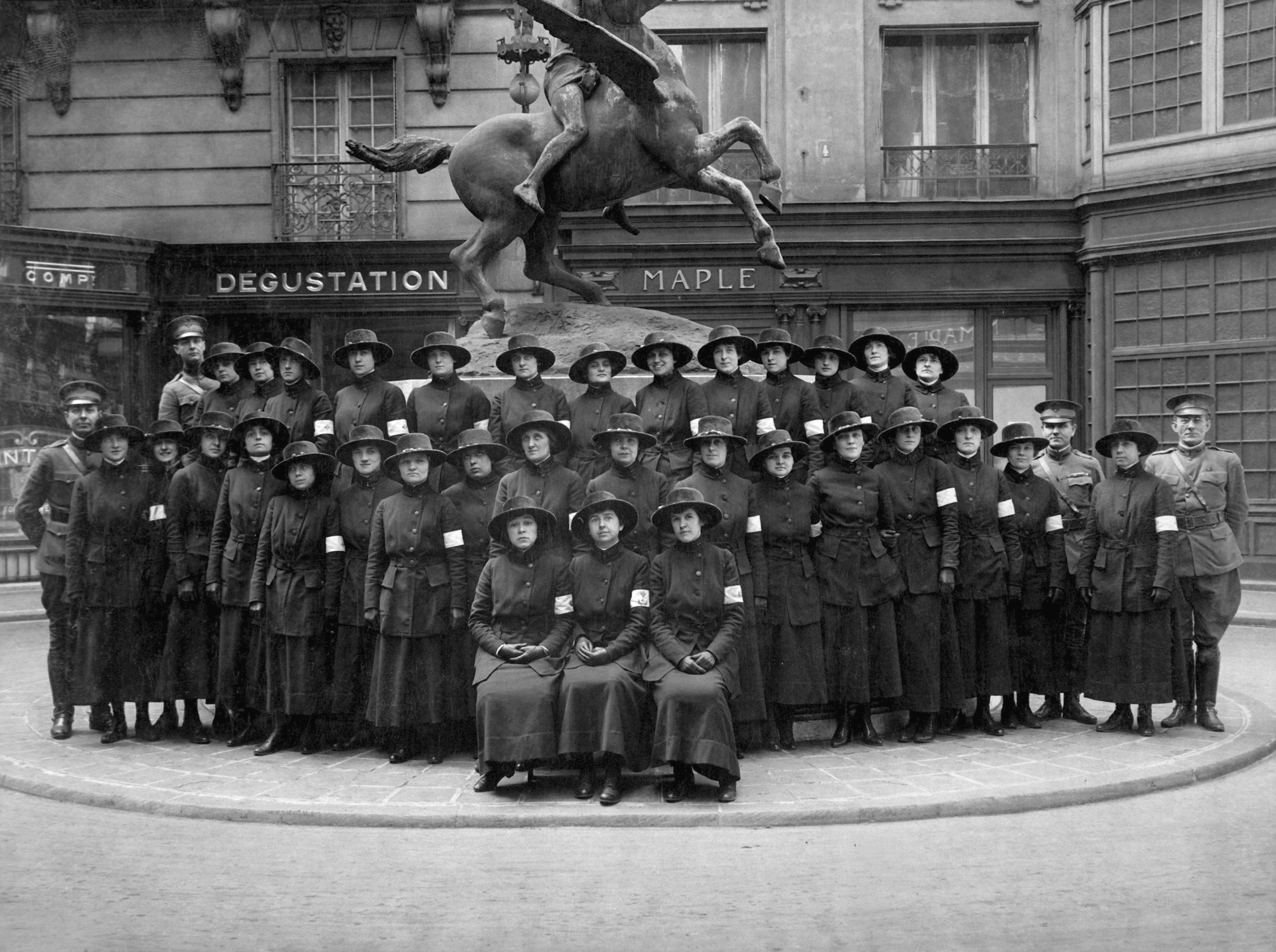
Telefonistas estadounidenses que llegan para "saludar" en Francia (marzo de 1918)

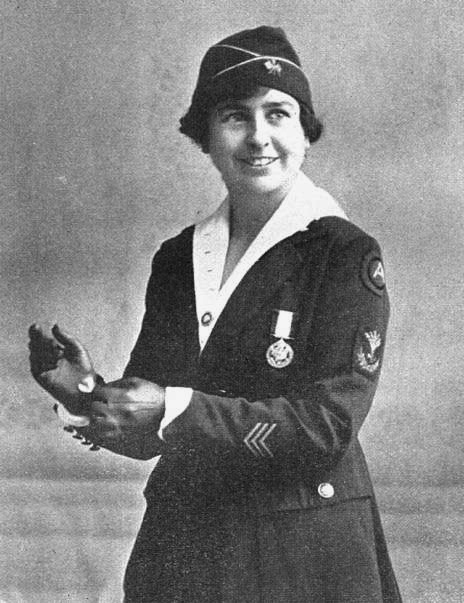
La operadora principal Grace Banker recibe la Medalla de Servicio Distinguido

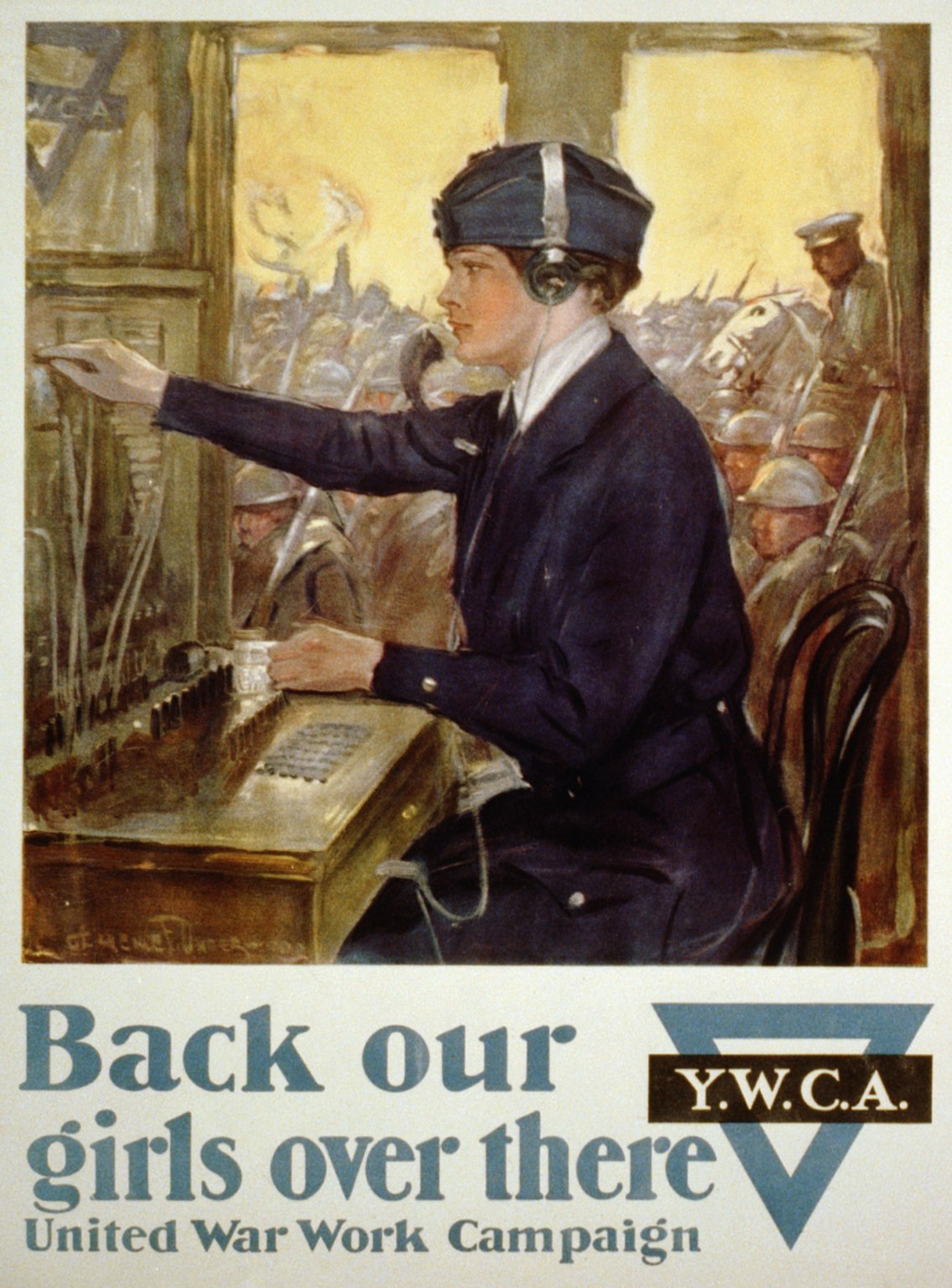
Cartel de la campaña de trabajo de guerra unificada (del 11 al 18 de noviembre de 1918)

En septiembre de 1917, mientras se enviaban reclutas masculinos a Francia, los comandantes de varios campamentos del ejército en los EE. UU. continentales pidieron permiso para construir instalaciones para albergar a mujeres operadoras telefónicas para mantener sus comunicaciones. Aunque el Departamento de Guerra declaró que no se debería emplear a ninguna mujer, salvo enfermeras adscritas a los hospitales, el Signal Corps y AT&T convenció al Secretario de Guerra Newton Baker de que las operadoras altamente capacitadas y experimentadas eran esenciales. En octubre de ese año, comenzaron a construirse los cuarteles para mujeres. Para calmar la preocupación pública, Baker permitió que se contrataran mujeres sólo cuando no había hombres disponibles. Luego ordenó que las mujeres estuvieran bajo supervisión constante y que debían ser "de edad madura y alto carácter moral".
Las dificultades en las comunicaciones en Francia, causadas por la escasez de telefonistas y a las diferencias lingüísticas, frustraron a Pershing. Varios oficiales del Cuerpo de Señales propusieron reclutar mujeres estadounidenses bilingües. Pershing estuvo de acuerdo y envió un telegram el 8 de noviembre de 1917. Los requisitos iniciales de personal, especificados por Pershing, eran tres operadoras principales, nueve operadoras supervisoras, 78 operadoras locales y de larga distancia, 10 sustitutas y un hombre (un capitán comisionado) para supervisar el tráfico en general. Pershing era consciente de las contribuciones que las mujeres habían hecho al frente de guerra e incluso había pedido a las empleadas administrativas que prestaran servicio para que más hombres pudieran ser trasladados al frente. Su reclutamiento se centró en la fluidez que tuvieran las operandoras en francés, ya que se consideraba que era la cualificación más difícil de conseguir. AT&T ofreció brindar capacitación en operación telefónica a los reclutas bilingües que carecían de experiencia en centralitas telefónicas.
La mayoría de las mujeres reclutadas eran de áreas urbanas de Estados Unidos y Canadá, donde había mayor acceso a esta tecnología. Todas ellas eran solteras, con buena educación e independientes. La edad promedio de empleo era de 26 años, lo cual era joven para la época, pero la mayoría había trabajado en empleos anteriores y al menos uno de sus progenitores nacido en el extranjero. Finalmente, todas juraron su patriotismo por la causa aliada antes de emprender su camino.
Tras su entrenamiento, las primeras operadoras, bajo el liderazgo de la operadora jefe Grace Banker, partieron hacia Europa en marzo de 1918. Las miembros de esta unidad en seguida estaban ya operando teléfonos en muchas centrales de la Fuerza Expedicionaria Estadounidense en París, Chaumont y otras setenta y cinco localidades francesas, así como en localidades británicas tales como Londres, Southampton o Winchester. La operadora principal de la Segunda Unidad Americana de Operadores Telefónicos fue Inez Crittenden de California.
En julio de 1918, el servicio telefónico del Ejército en Francia triplicó el número de llamadas por día gracias a la incorporación de operadoras mujeres. Poco después, se añadieron más circuitos construidos en Estados Unidos a ubicaciones en Francia, lo que redujo la dependencia de las centralitas francesas. El Cuerpo de Señales flexibilizó el requisito de ser bilingüe para reclutar a nuevas telefonistas. En septiembre de 1918, Pershing informó al Departamento de Guerra de la necesidad inmediata de 130 telefonistas adicionales y de 40 más cada seis semanas hasta 1919.
El Departamento de Guerra no estaba equipado para proporcionar alojamiento a tantas mujeres operadoras en el extranjero y llegó a un acuerdo con la Asociación Cristiana de Mujeres Jóvenes para que se encargaran del alojamiento, los suministros y el acompañamiento de las unidades de operadoras telefónicas. Durante la ofensiva de Meuse-Argonne, un equipo de telefonistas acompañó a Pershing a Souilly, donde mantuvieron comunicaciones las 24 horas del día. Una secretaria de la Asociación Cristiana de Mujeres Jóvenes acompañó al equipo y organizó el alojamiento de las mujeres en un antiguo cobertizo que se había utilizado para albergar a las tropas francesas durante la Batalla de Verdún. Cada una de estas operadoras cerca de la línea del frente manejaba 50 líneas telefónicas conectadas a la Sección de Operaciones del Ejército. Dos días después del Armisticio, el jefe de comunicaciones del Primer Ejército declaró en su informe oficial que «gran parte del éxito de las comunicaciones de este Ejército se debe a ... un personal competente de mujeres operadoras». Treinta de las operadoras recibieron elogios especiales, muchas de ellas firmadas personalmente por Pershing, y la operadora principal Grace Banker recibió la Medalla de Servicio Distinguido.
Las telefonistas siguieron siendo consideradas esenciales después de que cesaron las hostilidades y muchas de las mujeres fueron trasladadas a París, pero a lo largo de 1919, comenzaron a ser despedidas gradualmente, siendo la última de ellas despedida del servicio el 20 de enero de 1920.

## Historia del término Hello Girls
El término fue acuñado para las operadoras de centralitas telefónicas en los EE. UU., que saludaban a quienes llamaban con un "hola" cuando marcaban para realizar una llamada. Una de las primeras referencias publicadas a las "chicas del saludo" se encuentra en Un yanqui en la corte del Rey Arturo, de Mark Twain, escrita en 1889: "La más humilde chica del saludo a lo largo de diez mil millas de alambre podría enseñar gentileza, paciencia, modestia y modales a la más alta duquesa en la tierra de Arturo".
En 1918, este grupo de operadoras protestó formalmente por el apodo de "Hello Girls" con el que se las conocía, lo que dio lugar a la aprobación de directiva del Departamento de Guerra para que se las denominara respetuosamente como Unidad Telefónica Femenina del Cuerpo de Señales estadounidense.
Al final de la guerra, AT&T había formado una fuerza laboral de mujeres capacitadas para trabajar con una tecnología específica. Los prejuicios sobre el papel de las mujeres en el lugar de trabajo afectaron en gran medida este sistema laboral y se ven más notablemente en la atribución de género al trabajo de operadora de centralita, que debía ser femenino, así como en el lenguaje que esperaban las mujeres que entonces trabajaban en ese trabajo (que esperaban oír "Hola" de las "Hello Girls").

## Estatus militar
La situación de las mujeres operadoras del Cuerpo de Señales del Ejército fue incierta desde el principio. Las mujeres vestían uniformes militares y prestaron el juramento del ejército. Sin embargo, el ayudante general de Estados Unidos envió un memorando interno declarando que las mujeres eran empleadas civiles, "autorizadas por contrato y no por regulaciones del Ejército". Sin embargo, nunca se preparó ningún contrato. Los abogados del Ejército determinaron que las mujeres no eran elegibles para el seguro de riesgo de guerra porque eran empleadas civiles. En junio de 1918, la Cámara de Representantes aprobó un proyecto de ley que autorizaba el seguro contra riesgos de guerra para "las mujeres que prestaban servicio por designación oficial en el Ejército en las fuerzas estadounidenses de ultramar como operadoras de teléfono y telégrafo", sin embargo esa disposición fue eliminada por el Senado. 
En la prensa, se afirmaba que el Ejército estaba reclutando mujeres, que serían "alistadas durante toda la guerra" y se refirieron a "jóvenes soldados". Las compañías telefónicas dijeron que las "operadoras telefónicas" serían "ejército regular". La carta enviada a las potenciales reclutas decía: "Esta será la única unidad compuesta por mujeres que usará insignias del Ejército". Las mujeres debían comprar su propio equipo, incluidos uniformes, zapatos, sombreros e insignias, a un costo de entre 250 y 350 dólares, porque se les dijo que su estatus era similar al de los oficiales que requerían uniformes hechos a medida; el salario mensual para la mayoría de los puestos era de 60 dólares. Sin embargo, ni siquiera se les fueron reembolsados los uniformes, y no podían acceder a las mismas prestaciones que se ofrecían a los hombres del ejército y veteranos, como las primas de combate, las pensiones y los funerales militares.
Poco después de terminar la guerra, el estatus de las operadoras telefónicas se convirtió en un tema de controversia. Las mujeres intentaron obtener documentos oficiales de baja pero se les negó su solicitud. Oficiales destacados del ejército, como el general George Squier, intentaron que las operadoras fueran incluidas en las bonificaciones federales que se otorgaban a "todas las personas que prestaban servicio en las fuerzas militares o navales"; sus esfuerzos fueron rechazados por el Departamento de Guerra, que insistió en que las operadoras telefónicas eran empleadas civiles. Squier y otros oficiales continuaron buscando el reconocimiento militar de las Hello Girls, sin éxito.
Aunque vestían uniformes del Ejército de los EE. UU. y estaban sujetas a las regulaciones del Ejército, no eran consideradas legalmente como veteranas, sino como "civiles" empleadas por el ejército. En las décadas posteriores a la guerra se hicieron múltiples esfuerzos para obtener el reconocimiento del Congreso de las operadores telefónicas del Cuerpo de Señales, y entre 1927 y 1977 se presentaron al menos 24 proyectos de ley. La ex operadora Merle Egan Anderson persistió en sus esfuerzos para que las operadoras fueran reconocidas. A pesar de la oposición del Ejército, la Administración de Veteranos e incluso la Legión Americana, la campaña de Anderson y otras finalmente resultó en la aprobación de un proyecto de ley y su firma como ley por el presidente Jimmy Carter en noviembre de 1977, cuando ella ya era una viuda anciana.  En ese momento, solo quedaban dieciocho de las Hello Girls originales que habían partido hacia Francia en 1918, pero no mostraron ningún resentimiento hacia su victoria largamente esperada.
60 años después del final de la Primera Guerra Mundial, el Congreso aprobó el estatus de veterana (o bajas honorables) para el resto de Hello Girls, aunque con objeciones del Ejército, la Administración de Veteranos y de la Legión Estadounidense.

## Reconocimientos
En 2017, se publicó el libro The Hello Girls: America's First Women Soldiers de Elizabeth Cobbs. El libro está basado en los diarios de varias de las mujeres que sirvieron como operadoras y describe las batallas y ofensivas de la Primera Guerra Mundial en las que las Hello Girls desempeñaron papeles clave.
En junio de 2018, se estrenó el documental The Hello Girls, que cuenta la historia de las primeras mujeres soldados de Estados Unidos, con películas y fotografías de los Archivos Nacionales de Estados Unidos. James Theres era el productor ejecutivo y director, y la autora Elizabeth Cobbs figura como productora. Ese mismo año, el musical The Hello Girls se estrenó en la ciudad de Nueva York. La grabación del casting de Broadway se lanzó en 2019. En 2021 se publicó el libro infantil Grace Banker and the Hello Girls Answer the Call, escrito por Claudiel Friddell e ilustrado por Elizabeth Baddeley.
El 4 de marzo de 2023, la Biblioteca Pública de Mountain Home organizó un programa sobre la historia de Idaho presentando en el Mes de la Historia de la Mujer, la biografía de la operadora telefónica del Cuerpo de Señales de la Primera Guerra Mundial, Anne Campbell, única Hello Girl de Idaho que había servido en el frente occidental. Fue miembro del sexto y último grupo de Hello Girls entrenadas en Estados Unidos que sirvieron en Francia. Después de la muerte de Campbell el 8 de abril de 1988, se instaló un marcador militar de bronce en su lugar de entierro en el cementerio Morris Hill, Boise. Un uniforme de una Hello Girl se encuentra expuesto en el Museo de Señales del Ejército de EE. UU. El uniforme fue usado por Louise Ruffe, una operadora telefónica del Cuerpo de Señales de EE. UU.
En diciembre de 2024, como parte de la Ley de Mejora de la Calidad de Vida de los Miembros del Servicio y Autorización de Defensa Nacional para el Año Fiscal 2025, las Hello Girls fueron condecoradas con la Medalla de Oro del Congreso de los Estados Unidos.